# Aeroportul Xinyang Minggang
Aeroportul Xinyang Minggang (IATA: XAI, ICAO: ZHXY) este un aeroport din Minggang⁠(d), Pingqiao District⁠(d), Xinyang⁠(d), Henan, Republica Populară Chineză ce deservește zona Xinyang⁠(d). Aeroportul a fost tranzitat în 2022 de 189.733 de pasageri. A fost deschis în 28 octombrie 2018 și numit după zona deservită.
aeroportul dispune de o singură pistă.